# 滨海格赖
滨海格赖（法語：Graye-sur-Mer，法語發音：[ɡʁɛ syʁ mɛʁ]）是法国卡尔瓦多斯省的一个市镇，属于巴约区。

## 地理
滨海格赖（49°19'45"N, 0°28'20"W）面积6.54 平方千米，位于法国诺曼底大区卡爾瓦多斯省，该省份为法国西北部沿海省份，北濒大西洋英吉利海峡，东北与滨海塞纳省以海上边界相接，东临厄尔省，南至奧恩省，西与芒什省接壤。
与滨海格赖接壤的市镇（或旧市镇、城区）包括：邦维尔、滨海库尔瑟勒、滨海圣克鲁瓦、滨海韦尔。

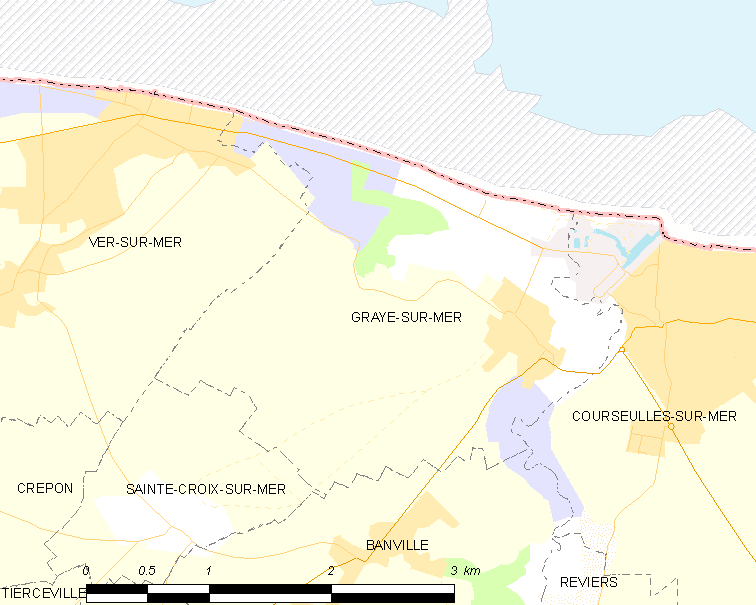
滨海格赖的OSM定位图

滨海格赖的时区为UTC+01:00、UTC+02:00（夏令时）。

## 行政
滨海格赖的邮政编码为14470，INSEE市镇编码为14318。

## 政治
滨海格赖所属的省级选区为滨海库尔瑟勒县。

## 人口

1962-2008年间滨海格赖人口变化图示

滨海格赖于2022年1月1日时的人口数量为767人。